# Baía da Marina

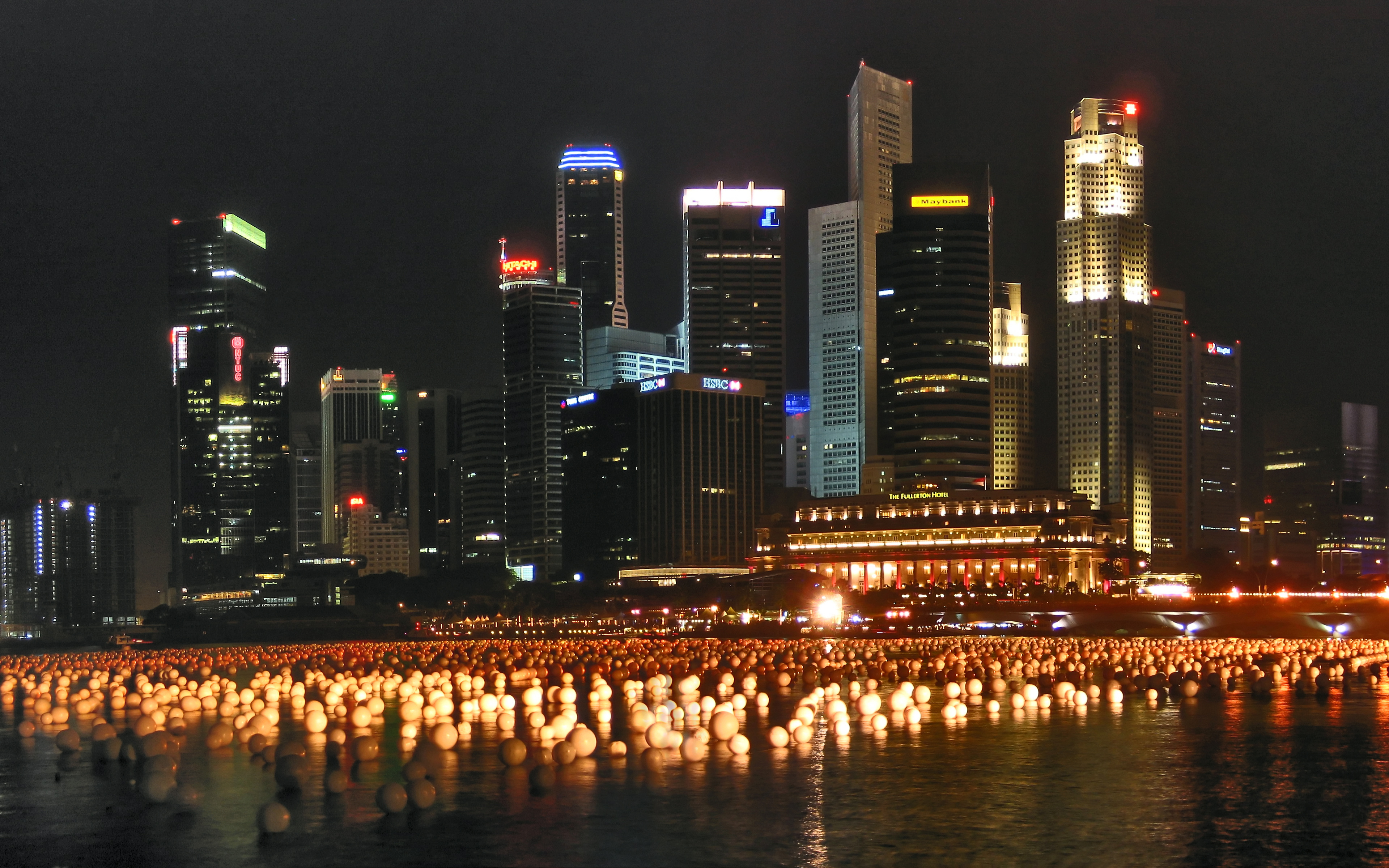
Centro financeiro de Singapura a partir da baía da Marina

A baía da Marina (em inglês:  Marina Bay) é uma baía artificial próxima da Área Central de Singapura. Formou-se quando a recuperação da terra criou as áreas central e sul da Marina, que no processo de recuperação, a bacia Telok Ayer foi removida do mapa, enquanto o rio de Singapura flui agora para a baía, em vez de o fazer diretamente para o mar. Uma barragem foi concluída em 2008 para fazer da baía da Marina um reservatório de água potável (o Singapura Marina Reservoir).

## O Termo
Contudo, pelo uso comum do local, o termo "baía da Marina" tem sido largamente anexado à evolução nas proximidades da Marina, na área reclamada do Sul da Marina. Embora tecnicamente errada, a sua associação pode ter tido origem a partir da associação do espaço limitado da acessibilidade à Estação da Baía da Marina, que tem servido como o principal meio de transporte público para o Sul da Marina.
Foi anunciado em 2007 que a baía da Marina iria acolher uma corrida de Fórmula 1. O primeiro Grande Prémio de Singapura de Fórmula 1 realizou-se a 28 de Setembro de 2008 no Circuito Urbano de Marina Bay. Foi o primeiro Grande Prémio de Fórmula 1 noturno, com a pista totalmente iluminada.